# Heterotrof
En organisme er heterotrof, når den henter livsnødvendigt næringsstoffer og energi fra andre organismers produktion. Ordet er dannet ud fra to græske ord: heteros = "en anden", og trophein = "nære". Ordet betyder altså: "fremmed-nærende" eller "fremmed-forsynende".
Enten lever de heterotrofe organismer af levende, autotrofe organismer, og så kaldes de planteædere. Eller også lever de af andre levende, heterotrofe organismer, og i så fald er de rovdyr eller parasitter. Endelig kan de heterotrofe organismer leve af døde organismer (autotrofe eller heterotrofe), og så kaldes de nedbrydere.